# Bukowce (Łódź)
Pour les articles homonymes, voir Bukowce.
Bukowce est une localité polonaise de la gmina de Pątnów, située dans le powiat de Wieluń en voïvodie de Łódź.